# 哲学的慰藉
哲学的慰藉（拉丁語：De consolatione philosophiae）是罗马政治家波爱修斯的哲学著作，写于524年左右。该著作被称为是西方中世纪和文艺复兴初期基督教最重要、最有影响力的著作，也是古典时期西方最后一部重要著作。该著作很有可能是在他被流放和在监狱中等待处决时写成的。波爱修斯一生致力于保存古代的古典主义知识，尤其是哲学。
英国作家阿兰·德波顿一部重要作品也以该名称命名。